# Cemetery of Scream
Cemetery of Scream – polska grupa muzyczna wykonująca gothic metal z wpływami doom metalu. Powstała 1993 roku w Krakowie. Do 2009 roku grupa wydała pięć albumów studyjnych pozytywnie ocenianych zarówno przez publiczność i jak i krytyków muzycznych. Cemetery of Scream w swej twórczości odnosi się do takich zagadnień jak apokalipsa, depresja, melancholia i smutek.

## Historia

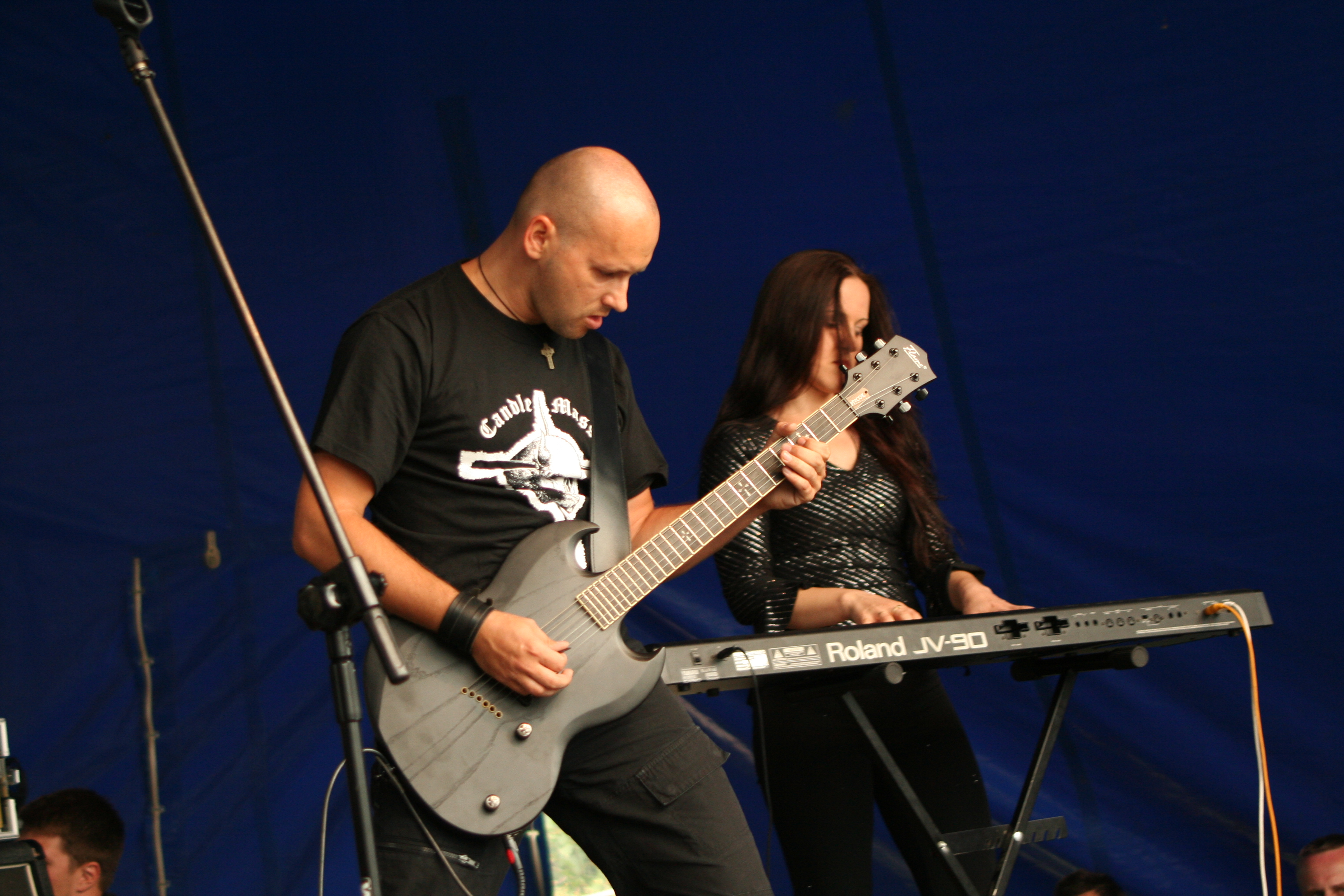
Cemetery of Scream podczas koncertu na festiwalu Castle Party 29 lipca 2007 roku

Zespół powstał w 1993 roku w Krakowie z inicjatywy gitarzysty Marcina Piwowarczyka i perkusisty Grzegorza Książka. Muzycy zaprosili do współpracy basistę Jacka Królika i wokalistę Marcina Kotasia. W tym składzie grupa nagrała debiutanckie demo zatytułowane Sameone. Wydana przez Croon Records kaseta spotkała się z pozytywnym przyjęciem na lokalnej scenie muzycznej. Jesienią 1993 roku do Cemetery of Scream dołączył gitarzysta Artur Oleszkiewicz oraz keyboardzistka Kasia Rachwalik.
Pod koniec lipca 1994 roku grupa wystąpiła na festiwalu S'thrash’ydło. Wkrótce potem krakowskim studiu Gamma grupa rozpoczęła prace nad pierwszym albumem. W nagraniach uczestniczył także klawiszowiec Piotr Łabuzek, wokalistki Magda Jaglarz i Paulina Piwowarczyk oraz gitarzysta Paweł Góralczyk. Płyta zatytułowana Melancholy ukazała się rok później, ponownie nakładem Croon Records. W ramach promocji do utworu "Anxiety" został zrealizowany teledysk. W czerwcu 1997 roku zespół nagrał drugi album zatytułowany Deeppression. Tego samego roku skład opuścił gitarzysta Artur Oleszkiewicz, którego zastąpił Paweł Góralczyk. Album ukazał się na świecie w 1998 roku nakładem wytwórni muzycznej Serenades Records. Z kolei w Polsce nagrania wydała krakowska firma Croon Records.
W 1999 roku ukazał się pierwszy minialbum grupy pt. Fin de Siecle. Płyta była zwiastunem trzeciego albumu studyjnego pt. Prelude To A Sentimental Journey, który ukazał się rok później nakładem Mystic Production. W 2002 roku grupa dała szereg koncertów w Niemczech i Austrii. W 2005 roku z zespołu odszedł Marcin Kotaś, którego zastąpił Sebastian Góralik. W 2006 roku nakładem wytwórni muzycznej Metal Mind Productions ukazał się czwarty album pt. The Event Horizon. Również w 2006 roku formację opuścił Grzegorz Książek, którego zastąpił Tomasz Rutkowski. W 2008 roku grupa rozstała się z Sebastianem Góralikiem, na jego miejsce do zespołu dołączył Olaf Różański. 26 stycznia 2009 roku ukazał się piąty album studyjny formacji zatytułowany Frozen Images. Nagrania były promowane teledyskiem do utworu "Cat's grin". W 2011 roku grupa podpisała kontrakt z wytwórnią muzyczną Massacre Records.

## Muzycy
| Obecny skład zespołu - Olaf Różański - wokal prowadzący (od 2008) - Marcin Piwowarczyk - gitara rytmiczna, gitara prowadząca (od 1993) - Paweł Góralczyk - gitara rytmiczna, gitara prowadząca (od 1997) - Katarzyna Rachwalik - instrumenty klawiszowe (od 1993) - Jacek Królik - gitara basowa (od 1993) - Tomasz Rutkowski - perkusja (od 2006) | Byli członkowie zespołu - Marcin Kotaś - wokal prowadzący (1993-2005) - Sebastian Góralik - wokal prowadzący (2005-2008) - Piotr Łabuzek - instrumenty klawiszowe, syntezatory, sampler (1994-2008) - Artur Oleszkiewicz - gitara rytmiczna, gitara prowadząca (1993-1997) - Grzegorz Książek - perkusja (1993-2006) |

## Dyskografia
- Sameone (1993, demo, Croon Records)
- Melancholy (1995, Croon Records)
- Deeppression (1998, Serenades Records)
- Fin de Siecle (EP, 1999, wydanie własne)
- Prelude To A Sentimental Journey (2000, Mystic Production)
- The Event Horizon (2006, Metal Mind Productions)
- Frozen Images (2009, Metal Mind Productions)